# Малайски капанен паяк
Малайските капанни паяци (Liphistius malayanus) са вид паякообразни от семейство Liphistiidae.
Таксонът е описан за пръв път от Хенри Чарлз Ейбрахам през 1923 година.

## Подвидове
- Liphistius malayanus cameroni